# شارون ديفيس
شارون ديفيس (بالإنجليزية: Sharon Davis)‏ هي متسابقة ملكة الجمال وكاتبة للأطفال وكاتِبة أمريكية، ولدت في 1954 في برنتوود ‏ في الولايات المتحدة.